# Person Pitch
Person Pitch är det tredje studioalbumet av den amerikanska experimentella musikern Panda Bear, vilket är Noah Lennox artistnamn. Albumet gavs ut 20 mars 2007 av Paw Tracks och fick mycket positiv kritik. Fem av albumets sju låtar gavs ut före albumsläppet. Den första singeln var en dubbel A-sida med "I'm Not" och "Comfy in Nautica", utgiven 22 september 2005. I januari 2017 återutgavs albumet av skivbolaget Vinyl Me, Please för att fira dess 10-årsdag.
Albumets låtar är uppbyggda kring loopade samplingar och är bland annat influerade av samplingsbaserad elektronisk musik och hiphop. Influenserna till albumets texter är hämtade från Lennox giftermål, nyblivna faderskap och hans flytt till Lissabon.

## Bakgrund och inspelning

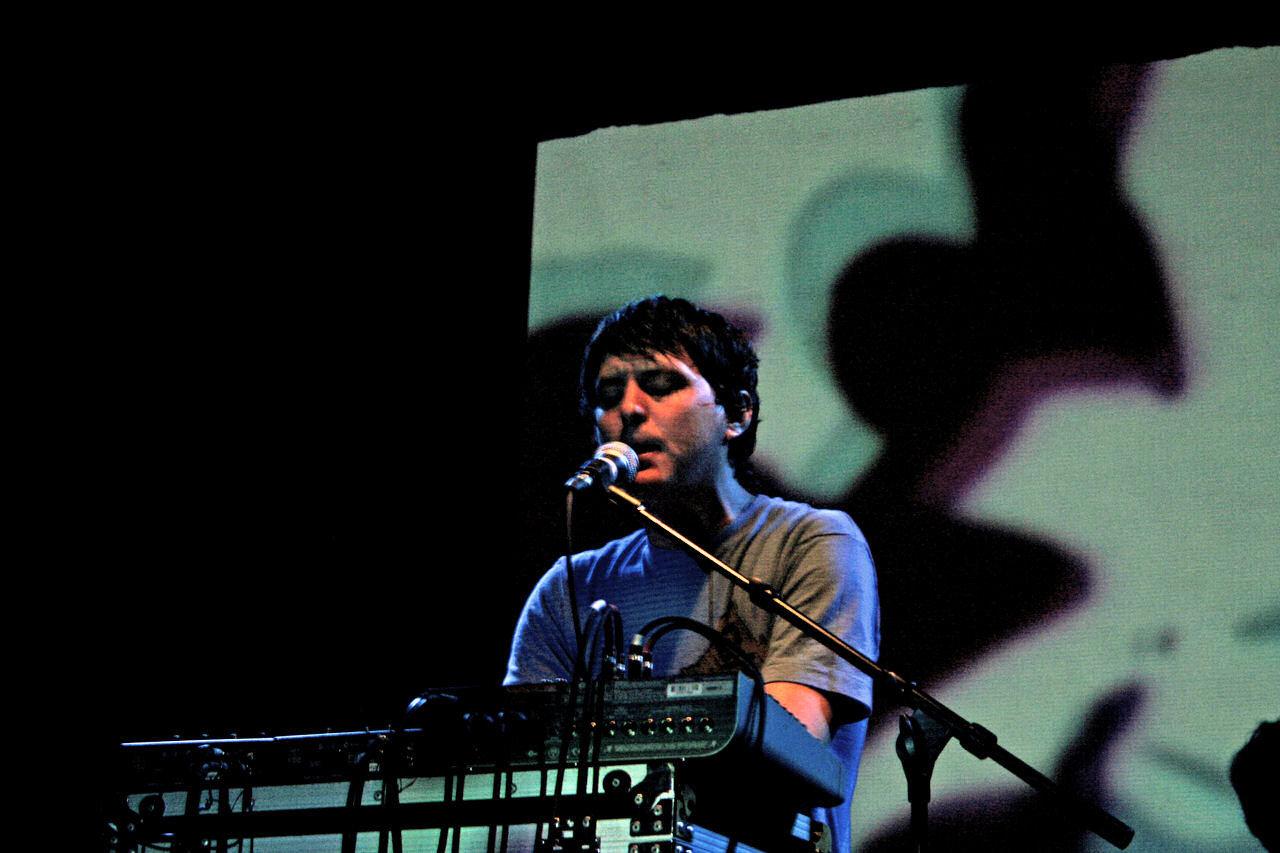
Panda Bear (Noah Lennox) under ett soloframträdande 2007.

Lennox förra soloalbum, Young Prayer, spelades in under samma period som Lennox och David Portner spelade in Sung Tongs som Animal Collective. Båda dessa album släpptes 2004 och är nästan uteslutande uppbyggda med akustiska gitarrer. Lennox berättade i en intervju med Pitchfork Media att de under denna period var mycket förtjusta i gitarrer och försökte ha så kul som möjligt med instrumentet. Dock valde Lennox att arbeta med samplers när han började spela in låtar för Person Pitch under 2005.
Låtarna som kom med på Person Pitch spelades in och gavs ut under en tvåårsperiod. Lennox har sagt att han inspirerades av gruppen Basic Channel till att släppa singlar och spela in musik under en lång period, och menade att detta inspelningssätt säkerställde kvalitet. Han reflekterade senare över inspelningarna i en intervju med Tiny Mix Tapes: "jag visste att min familj och Animal Collective skulle ta merparten av min tid så jag tänkte att det skulle funka att jobba i omgångar. Jag tänkte också att om jag jobbade på bara en eller två låtar i taget så skulle varje låt bli bra i sig själv, eller i varje fall så bra som den kunde bli". Den första singeln att släppas från albumet var en dubbel A-sida med "I'm Not" och "Comfy in Nautica", som släpptes 22 september 2005 på skivbolaget UUAR. Senare samma år var låten "Search for Delicious" med på en samlingsskiva utgiven av  musiktidningen Comes With a Smile. 4 december 2006 släpptes albumets andra singel, "Bros", på FatCat Records. En remix gjord av Terrestrial Tones var inkluderad på singelns B-sida. "Carrots" (senare omdöpt till "Good Girl/Carrots" på Person Pitch) släpptes som en split med Excepter i början av 2007 på Paw Tracks. Den sista singeln att släppas från albumet var "Take Pills" som var den enda av singlarna att släppas efter att albumet givits ut. Den innehöll B-sidan "Bonfire of the Vanities" som spelades in på Lisbon Club i Portugal 2004.
Låtarna som släpptes innan albumet har en annan ljudmix på Person Pitch eftersom alla låtar på albumet mixades av Rusty Santos. Lennox var nöjd med den slutgiltiga mixningen, och tyckte att "allting lät mycket mer sammanhållet och kraftfullt efter att han blev inblandad".
Albumets skivomslag är ett kollage av Agnes Montgomery som består av ett fotografi av ungdomar som badar i en pool och av inklippta djur. I en intervju med bloggen Sleevage sade Montgomery att hon lyssnade på låtarna i över ett år för kunna göra ett så passande omslag som möjligt. Hon sade också att Lennox gillade idén med att använda ett kollage som omslag eftersom han jobbade med "musikaliska kollage" genom sampling. Montgomery skapade även skivomslagen till albumets singlar. Lennox skickade en låt i taget, vilket gjorde att hon kunde skapa ett kollage som passade varje singel.

## Musik och låttext

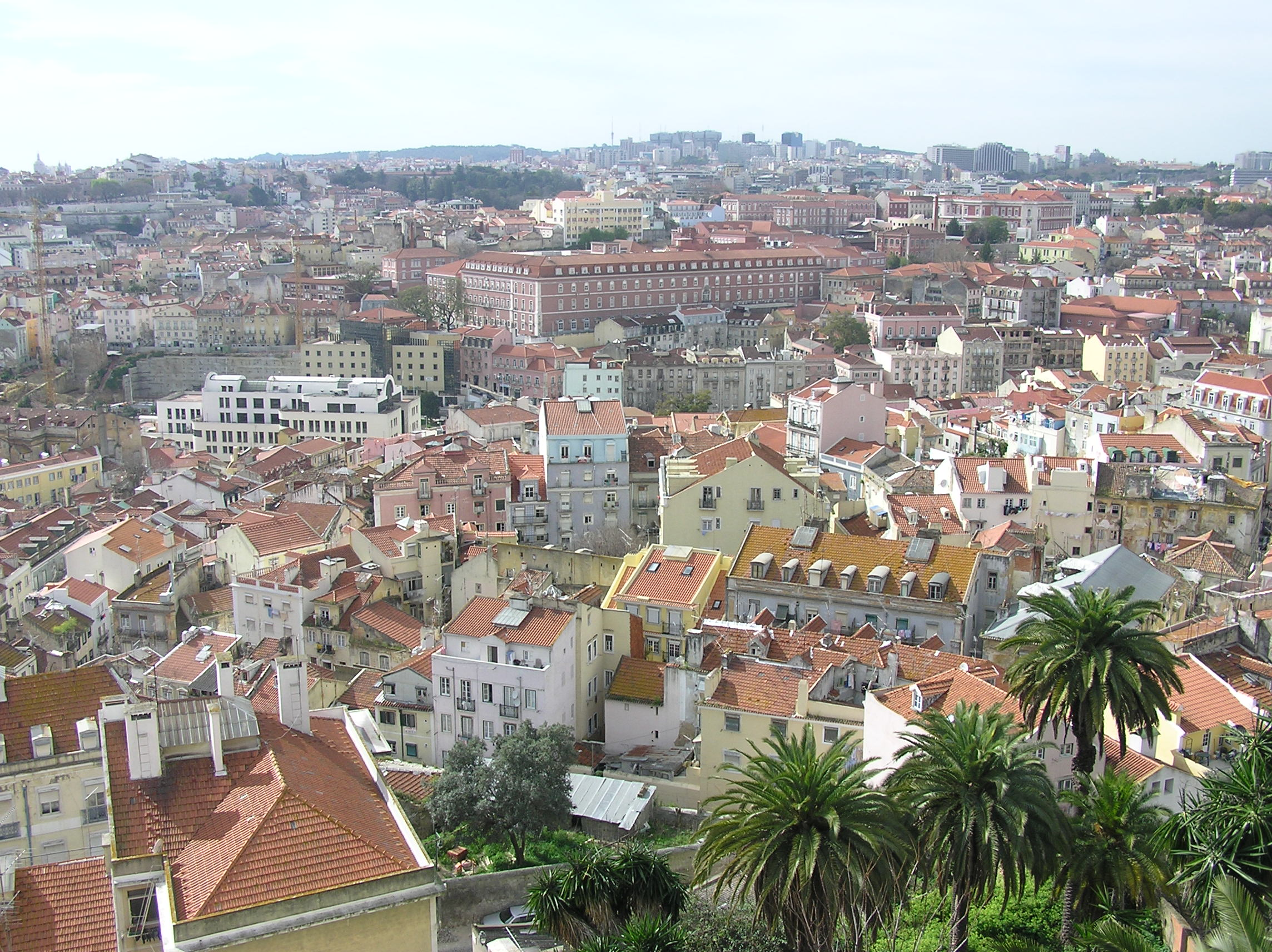
Noah Lennox spelade in albumet i Lissabon, dit han flyttade 2004.

Låttexterna på Person Pitch är influerade av Lissabon och Lennox flytt från USA till Portugal 2004, vilket står i kontrast till texterna på Young Prayer som är mycket personliga då de handlar om Lennox faders sjukdom och dödsfall. Lennox har sagt att låtarna på Person Pitch speglar hans uppfattning om Portugal, som han beskriver som "lugnt och soligt". Även Lennox giftermål och att vara nybliven pappa har influerat albumet. Många gånger är det svårt att höra texterna på grund av omfattande användning av reverb. I en intervju reflekterade Lennox över detta och jämförde det med körmusik: "många personer blev besvikna när de inte kunde förstå texterna till Person Pitch, och hur det förminskar albumets känslomässiga styrka. Men i mycket körmusik som jag lyssnar på kan jag inte förstå vad som sägs: kyrkans ljudkaraktär gör att när 40 personer sjunger så hör man inte riktigt uttalet, men det skapar en atmosfär." Dock tyckte Lennox att han inte hade något att dölja med texterna, så han lade senare upp dem på sin Myspacesida.
Musikaliskt är Person Pitch för det mesta uppbyggt kring loopade samplingar av andra låtar och skiljer sig starkt från Young Prayer, som nästan uteslutande är uppbyggt med akustisk gitarr och Lennox röst. Innan utgivningen sade Lennox att "de nya låtarna är superdubiga och låter gamla, lite som Motown eller Buddy Holly". Albumet är inspirerat av en rad olika musikaliska genrer, bland annat hiphop, experimentell musik och dansmusik. I en intervju med Stylus Magazine sade Lennox att Person Pitch var hans sätt att föra in dansmusik i den sorts musik han skapar.
Albumets första spår, "Comfy in Nautica", bygger på en sampling av låten "Tetsuo" framförd av den japanska folkmusikgruppen Geinō Yamashirogumi. Det andra spåret, "Take Pills", inleds med loopande skateboardljud. Lennox förklarade detta i en videointervju, där han sade att "det finns massor med skateboardfilmer som jag har tagit [ljudet av] slow-motion-delarna... skateboardljuden blir klumpiga och konstiga och jag gillar verkligen ljudet av det, så jag tog 5 eller 6 sådana ljud och lade ihop dem. Det blev en konstig rytm som startade låten". Låten innehåller även samplingar av "Always Coming Back to You" av Scott Walker och "Popeye Twist" av The Tornados. Titeln på låten kan tyckas främja droganvändning, men "Take Pills" handlar både om Lennox uppskattning och personliga kamp mot antidepressiva läkemedel. Det tredje och näst längsta spåret "Bros" består av två delar. Den första halvan innehåller en sampling av "Red Roses and a Sky of Blue" av The Tornados. Den andra halvan bygger på en sampling av "I've Found a Love" av Cat Stevens och innehåller även delar av "Rub a Dub Dub" av The Equals. "I'm Not" innehåller en sampling av Guillaume de Machauts "Rose, liz, printemps, verdure", framförd av Gothic Voices. Lennox blev introducerad till den kompositionen av John Maus när de turnerade tillsammans.
"Good Girl/Carrots" är albumets längsta spår, uppdelad i två delar. Första delen, "Good Girl", pågår de första fyra och en halv minuterna, och bygger på en sampling av "Radio Calcutta #2" från albumet Radio India: The Eternal Dream of Sound. Sedan övergår låten i "Carrots" som innehåller delar av "Someday" av Kylie Minogue, "Enter the Dragon" av Lee "Scratch" Perry och "Ananas Symphonie" av Kraftwerk. I en radiointervju sade Lennox att "Good Girl/Carotts" var inspirerad av hur en DJ binder ihop låtar med olika rytmer, vilket skapar oförenlig polyrytmik. Det näst sista spåret, "Search for Delicious", innehåller en sampling från "Berserker" vilket är en låt framförd av Lennox egna sidoprojekt Jane. Albumets sista spår "Ponytail" är den enda låten på albumet som inte bygger på en sampling. Lennox har beskrivit låten som simpel; till Dusted Magazine sade han: "det känns som jag har skrivit den låten 100 000 gånger i olika former. Den är supersimpel, det är bara en textrad som upprepas." Till Tiny Mix Tapes sade han att var generad över att inkludera "Ponytail" och sade att den "låter som en låt i Krambjörnarna för mig" men tyckte också att "det vore coolt att släppa en låt som fick mig att känna mig så naken och ocool, särskilt eftersom den första låten handlar om att inte vilja vara cool, åtminstone inte i den vanliga betydelsen".
Med albumets fysiska utgåvor medföljer en lista med nästan 100 artister som har influerat Lennox, bland annat Cat Stevens, Scott Walker, Madlib, The Beach Boys, Ariel Pink, Dr. Dre, Kraftwerk, Aphex Twin och flera artister på skivbolaget Kompakt. Lennox sade i en intervju att han tyckte det var passande att tacka andra musiker eftersom han hade samplat så många olika personers musikaliska verk.

## Mottagande

### Musikkritiker
Person Pitch fick mycket positiv kritik av musikkritiker. Albumet är det fjärde mest hyllade albumet 2007 enligt Metacritic, och 2007 års nionde mest hyllade enligt Kritiker.se. Mark Richardson för Pitchfork Media skrev att man "kan känna värmen komma vällande fram ur musiken" och gav albumet 9.4 av 10 i betyg. Simon Reynolds för The Observer gav albumet 5 av 5 och skrev att "precis som Animal Collective, gör Lennox tricket att samtidigt låta poppigt och abstrakt, livligt och rubbat". BBC Collectives skribent Chris Power hävdade att albumet var "lika innehållsrikt som det är konstigt" och drog liknelser med "Brian Wilsons 'sandlåda i studion-era'". En skribent för Tiny Mix Tapes gav albumet 4,5 av 5 i betyg och skrev att "för ett album skapat från så många beståndsdelar är Person Pitch otroligt varmt och inbjudande i omgångar". Både Markus Larsson från Aftonbladet och Andres Lokko från Svenska Dagbladet noterade Beach Boys-influenser och gav albumet 3 av 5 respektive 5 av 6 i betyg. Edd Raggett för Allmusic gav albumet en positiv recension men tyckte dock att "möjligen vore Person Pitch bättre om det bara var instrumentalt". Jude Rogers för The Guardian beskrev att albumets stämning som "eufori" och "moln som går isär, solen som skiner och hjärtan som smälter". PopMatters gav en recension med 7 av 10 i betyg och skrev att Person Pitch är "ljudmässigt det mest tillfredsställande som utgivits från kollektivet".

### Listframgångar
Person Pitch nådde vissa listframgångar i USA och placerade sig på två Billboard-listor. Albumet nådde plats 16 på "Heatseekers Albums" som rankar album från nya artister som aldrig har klättrat över hälften av Billboard 200-listan. Albumet nådde också plats 38 på "Independent Albums" som innehåller album släppta av indiebolag.

### Utmärkelser
Bland annat Pitchfork och Tiny Mix Tapes utsåg albumet till det bästa år 2007. Gorilla vs. Bear utsåg det till 00-talets bästa album. Pitchfork utsåg även "Bros" till den tredje bästa låten 2007, och den 48:e bästa under 00-talet. Rolling Stone utsåg "Comfy in Nautica" till 2007 års 74:e bästa låt.
En artikel i Pitchfork gav artister möjligheten att lista sina favoriter från 2007. Många artister hade med Person Pitch på sin lista över de bästa albumen, bland annat Bradford Cox, Kevin Barnes från of Montreal, Annie Clark, Black Dice, Blitzen Trapper, Vampire Weekend och Caribou. The Tough Alliance hade med "I'm Not" på deras lista över de bästa låtarna 2007.
| Publikation            | Placering |
| ---------------------- | --------- |
| 2007 års bästa album:  |           |
| Tiny Mix Tapes         | #1        |
| Pitchfork Media        | #1        |
| Stylus Magazine        | #3        |
| Slant Magazine         | #9        |
| 00-talets bästa album: |           |
| Tiny Mix Tapes         | #8        |
| Pitchfork Media        | #9        |
| Gorilla vs. Bear       | #1        |
| Slant Magazine         | #76       |
| Beats Per Minute       | #46       |

## Eftermäle
I samband med 10-årsdagen av skivans utgivning publicerade Vice en artikel och intervju med Lennox. Larry Fitzmaurice skrev då att Person Pitch "inspirerade en hel generation av indiebelägna artister att kasta bort sina gitarrer, ta tag i en sampler eller två, och att från bekvämligheten i sina sovrum skapa hela ljudvärldar". 2017 publicerade även Stereogum en artikel om Person Pitch, där Lindsey Rhoades menade på att skivan bidrog till att knuffa Animal Collective (och "de många musiker som försökte efterlikna gruppen") i en popigare och mer lättillgänglig riktning, vilket skulle visa sig på Strawberry Jam och Merriweather Post Pavilion.

## Låtlista
| Nr | Titel                  | Samplingar | Längd |
| -- | ---------------------- | --- | ----- |
| 1  | "Comfy in Nautica"     | - "Jisas Yu Holem Hand Blom Mi" framförd av Choir of All Saints - "Tetsuo" framförd av Geinō Yamashirogumi | 4:04  |
| 2  | "Take Pills"           | - "Always Coming Back to You" framförd av Scott Walker - "Popeye Twist" framförd av The Tornados | 5:23  |
| 3  | "Bros"                 | - "Red Roses and a Sky of Blue" framförd av The Tornados - "I've Found a Love" framförd av Cat Stevens - "Rub A Dub Dub" framförd av The Equals | 12:30 |
| 4  | "I'm Not"              | - Guillaume de Machauts "Rose, liz, printemps, verdure" framförd av Gothic Voices | 3:59  |
| 5  | "Good Girl/Carrots"    | - "Radio Calcutta #2" från albumet Radio India: The Eternal Dream of Sound, utgiven av skivbolaget Sublime Frequencies - "Someday" framförd av Kylie Minogue - "Enter the Dragon" framförd av Lee "Scratch" Perry - "Ananas Symphonie" framförd av Kraftwerk | 12:42 |
| 6  | "Search for Delicious" | - "Berserker" framförd av Jane | 4:53  |
| 7  | "Ponytail"             | | 2:05  |

- På vinylutgåvan är "I'm Not" inkluderad på spår 5 och "Good Girl/Carrots" på spår 4.